# Стргачина
Стргачина је насељено мјесто у општини Рудо, Република Српска, БиХ. Према попису становништва из 1991. у насељу је живјело 59 становника.

## Становништво
Према попису становништва из 1991. године, мјесна заједница Стргачина је имала 900 становника.
| Националност (мјесна заједница) | 1991. |
| Муслимани                       | 785   |
| Срби                            | 111   |
| Југословени                     | 3     |
| остали и непознато              | 1     |
| укупно                          | 900   |

| Демографија | Демографија | Демографија |
| Година      | Становника  | Становника  |
| ----------- | ----------- | ----------- |
| 1991.       | 59          |             |